# Grange Park (Northamptonshire)
Grange Park – wieś i civil parish w Anglii, w hrabstwie Northamptonshire, w dystrykcie (unitary authority) West Northamptonshire. Leży 6 km na południe od miasta Northampton i 92 km na północny zachód od Londynu. W 2011 roku civil parish liczyła 4404 mieszkańców.